# Brian Cant
Brian Cant (Ipswich, 1933. július 12. – Denville Hall, 2017. június 19.) angol színész.

## Filmjei

### Mozifilmek
- The Sandwich Man (1966)
- Lakoma éjfélkor (A Feast at Midnight) (1994)

### Tv-filmek
- The Secret Kingdom (1960)
- Death Is a Good Living (1966)
- Aladdin and the Forty Thieves (1984)
- The Gentleman Thief (2001)
- Torn Up Tales (2008, hang)

### Tv-sorozatok
- The Long Way Home (1960, egy epizódban)
- Sir Francis Drake (1961, egy epizódban)
- Bootsie and Snudge (1962, egy epizódban)
- The Sentimental Agent (1963, egy epizódban)
- Crane (1963–1964, két epizódban)
- No Hiding Place (1964, egy epizódban)
- Detective (1964, egy epizódban)
- ITV Play of the Week (1964, 1967, két epizódban)
- Play School (1965, egy epizódban)
- Compact (1965, egy epizódban)
- The Airbase (1965, egy epizódban)
- A Man Called Harry Brent (1965, két epizódban)
- Legend of Death (1965, két epizódban)
- The Pleasure Girls (1965, egy epizódban)
- Ki vagy, doki? (Doctor Who) (1965, 1968, három epizódban)
- Theatre 625 (1966, egy epizódban)
- Camberwick Green (1966, 13 epizódban, narrátor)
- A Game of Murder (1966, egy epizódban)
- The Hunchback of Notre Dame (1966, egy epizódban)
- King of the River (1966, egy epizódban)
- Weavers Green (1966, egy epizódban)
- Dixon of Dock Green (1966–1969, négy epizódban)
- Trumpton (1967, tíz epizódban, narrátor)
- Girl in a Black Bikini (1967, hat epizódban)
- Sexton Blake (1967, egy epizódban)
- Z Cars (1967, 1970, három epizódban)
- The Spanish Farm (1968, két epizódban)
- The Expert (1969, egy epizódban)
- Chigley (1969, egy epizódban, hang)
- Manhunt (1970, egy epizódban)
- Kate (1970, egy epizódban)
- Play for Today (1971, egy epizódban)
- The Man Outside (1972, egy epizódban)
- The Dragon's Opponent (1973, egy epizódban)
- Bric-A-Brac (1980, egy epizódban)
- Play Away (1981, két epizódban)
- Dramarama (1984, egy epizódban)
- Szűkülő körök (Ever Decreasing Circles) (1989, egy epizódban)
- Dappledown Farm (1990, egy epizódban)
- This Morning with Richard Not Judy (1998, egy epizódban)
- Doktorok (Doctors) (2000–2011, négy epizódban)
- Baleseti sebészet (Casualty) (2005, egy epizódban)